# Anne Segalen
Pour les articles homonymes, voir Segalen.
Anne Segalen, née le 17 décembre 1937 à Dzaoudzi (Mayotte) et morte le 29 juin 2023 à Paris, est une parolière française.

## Biographie
Elle est la fille du banquier et footballeur Yvon Segalen, la petite-fille du médecin et poète Victor Segalen et la mère de l'animatrice de télévision Chine Lanzmann.
Elle a co-écrit avec Jacques Lanzmann, son mari à partir de la fin des années 1960, les paroles de nombreuses chansons de Jacques Dutronc, parmi lesquelles Il est cinq heures, Paris s'éveille, L'Opportuniste, Fais pas ci, fais pas ça, ou encore Le plus difficile. Elle est par ailleurs l'unique parolière de chansons de l'album C'est pas du bronze du même artiste.
Elle meurt à l'âge de 85 ans le 29 juin 2023 à Paris. Ses obsèques sont célébrées le 6 juillet au cimetière du Père-Lachaise où elle est incinérée, avant d'être inhumée au cimetière de Huelgoat (Finistère) aux côtés de son grand-père Victor Segalen.